# Thomas Wils
Thomas Wils (Turnhout, 1990. április 24. –) belga labdarúgó, jelenleg a Lierse SK játékosa. Bátyja, Stef szintén profi labdarúgó volt.

## Sikerei, díjai
- Lierse SK:
  - Belga labdarúgó-bajnokság (másodosztály) bajnok: 2009–10